# Голлы, Ян
Ян Голлы (также Ян Голый, или Голлый, словац. Ján Hollý; 24 марта 1785, Борски-Микулаш — 14 апреля 1849, Добра-Вода) — словацкий поэт.

## Биография
Ян Голлы родился 24 марта 1785, Борски-Микулаше в крестьянской семье. Был сельским священником.
Переводил на словацкий язык поэтов античности. Среди важнейших переводов — «Энеида» Вергилия. Его собственная поэзия связана с традициями классицизма, в частности, в вопросе отношения к наследию античности.
Голлы писал в то время, когда романтизм господствовал во всей Европе; тем не менее, он остался совершенно чуждым этому направлению, и все его произведения, написанные нерифмованным шести— или пятистопным стихом, напоминают античные образцы. Этому способствовало, с одной стороны, семинарское его образование, с другой — пример современных чешских и венгерских писателей, поклонников классицизма. К тому же он почти всю жизнь свою провел в уединенной деревне, вдали от новых литературных веяний. Одна только из новых идей приобрела в нём самого ревностного поклонника — идея общеславянского патриотизма.
Автор эпических произведений на сюжеты из древнеславянской истории — «Святоплук» (1833), «Кирилло-Мефодиада» (1835), «Слав» (1839). Среди лирических произведений выделяются цикл идиллических стихов «Селанки» (1835—1836), в котором он прославляет словацкую природу и сельскую жизнь, ода «Словакам», проникнутая идеей содружества славянских народов.
Ян Голлы умер 14 апреля 1849 года в посёлке Добра-Вода.
Памятник Яну Голлы установлен в Братиславе возле алтарной апсиды Собора святого Мартина.

## Издания на русском языке
- Поэзия славян / Под ред. Н. В. Гербеля. СПб., 1871.
- Словацкая поэзия XIX—XX вв. М., 1964.